# Охота на вервольфа (фильм)
Охота на вервольфа (англ. Never Cry Werewolf) — канадский телевизионный фильм режиссёра Брентона Спенсера с участием Нины Добрев, Питера Стеббингса и Кевина Сорбо. Премьера состоялась на канале Sci Fi 11 мая 2008 года.

## Сюжет
Действие фильма начинается, когда 16-летняя Лорен (Нина Добрев) и её семья встретились со своим новым соседом Джаредом (Питер Стеббингс). Тогда главная героиня почувствовала в нём что-то опасное и мистическое. Пока Лорен становится одержимой поведением соседа, она не замечает, что он также за ней следит. Вместе с персонажем местного охотничьего ТВ-шоу Рэдом Такером и мальчиком-посыльным Лорен готовит выступление против бессмертного существа.

## В ролях
| Актёр             | Роль      |
| ----------------- | --------- |
| Нина Добрев       | Лорен     |
| Кевин Сорбо       | Рэд Такер |
| Питер Стеббингс   | Джаред    |
| Спенсер Ван Вик   | Кайл      |
| Мелани Лейшман    | Энджи     |
| Ким Борн          | Марго     |
| Шон О’Нилл        | Стивен    |
| Наханни Джонстоун | Кристи    |

## Слоган
«An Immortal Battle for Survival» (рус. «Бессмертная Битва за выживание»)